# 1-я стрелковая дивизия (1-го формирования)
1-я стрелковая дивизия — формирование (соединение, стрелковая дивизия) РККА (ВС СССР) во время Великой Отечественной войны.

## История дивизии
Сформирована в Приволжском военном округе в городе Мелекесс, Куйбышевская область.
В действующей армии с 12 июля 1942 года по 31 декабря 1942 года.
С июля по ноябрь 1942 года держала оборону на Богучарском направлении на участке от Верхнего Мамона до хутора Новый Лиман (положение на карте), в декабре 1942 года принимала участие в операции Малый Сатурн.
31 декабря 1942 года приказом НКО № 420 была преобразована в 58-ю гвардейскую стрелковую дивизию.

## В составе
| Дата                 | Фронт (округ)             | Армия                 | Корпус (группа) | Примечания |
| -------------------- | ------------------------- | --------------------- | --------------- | ---------- |
| 1 апреля 1942 года   | Приволжский военный округ |                       |                 |            |
| 1 мая 1942 года      | Приволжский военный округ |                       |                 |            |
| 1 июня 1942 года     | Приволжский военный округ |                       |                 |            |
| 1 июля 1942 года     | Резерв Ставки ВГК         | 5-я резервная армия   |                 |            |
| 1 августа 1942 года  | Сталинградский фронт      | 63-я армия            |                 |            |
| 1 сентября 1942 года | Сталинградский фронт      | 63-я армия            |                 |            |
| 1 октября 1942 года  | Донской фронт             | 63-я армия            |                 |            |
| 1 ноября 1942 года   | Юго-Западный фронт        | 63-я армия            |                 |            |
| 1 декабря 1942 года  | Юго-Западный фронт        | 1-я гвардейская армия |                 |            |
| 1 января 1943 года   | Юго-Западный фронт        | 1-я гвардейская армия |                 |            |

## Состав
- 408-й стрелковый полк
- 412-й стрелковый полк
- 415-й стрелковый полк
- 1026-й артиллерийский полк
- 339-й отдельный истребительно-противотанковый дивизион
- 1-я разведывательная рота
- 55-й сапёрный батальон
- 332-й отдельный батальон связи
- 81-й медико-санитарный батальон
- 24-я отдельная рота химической защиты
- 525-я автомобильная рота
- 369-й полевая хлебопекарня
- 745-й дивизионный ветеринарный лазарет
- 1825-я почтово-полевая станция
- 1148-я полевая касса Госбанка

## Командиры
- Семёнов, Алексей Иванович, полковник, генерал-майор — (13.03.1942 — 31.12.1942)